# Réserve naturelle de Refsholttjønna
La Réserve naturelle de Refsholttjønna  est une aire protégée norvégienne qui est située dans le municipalité de Larvik, dans le comté de Vestfold.

## Description
La réserve naturelle de 0,106 km2 a été créée en 1981, juste à l'ouest du port de Ula.
Refsholtjønna est un plan d'eau riche en nutriments avec une riche végétation de bordure. la moitié de la superficie de la réserve est constituée d'eau. L'aulne noir est une caractéristique marquée en rivage du plan d'eau. Le roseau commun s'est établi le long des rives et il y a des signes de prolifération autour de l'eau.
Refsholttjønna est important pour la sauvagine, surtout en automne. En septembre et octobre, vous pourrez voir des centaines de canards siffleurs, canards colverts et sarcelles dans la réserve. Dans la minuscule zone humide, les canards trouvent repos et nourriture avant le départ.
Le but de la conservation est de préserver une zone humide importante dans son état naturel et de protéger une avifaune particulièrement riche et intéressante, la végétation et d'autres espèces sauvages qui sont naturellement liées à la zone.

## Galerie

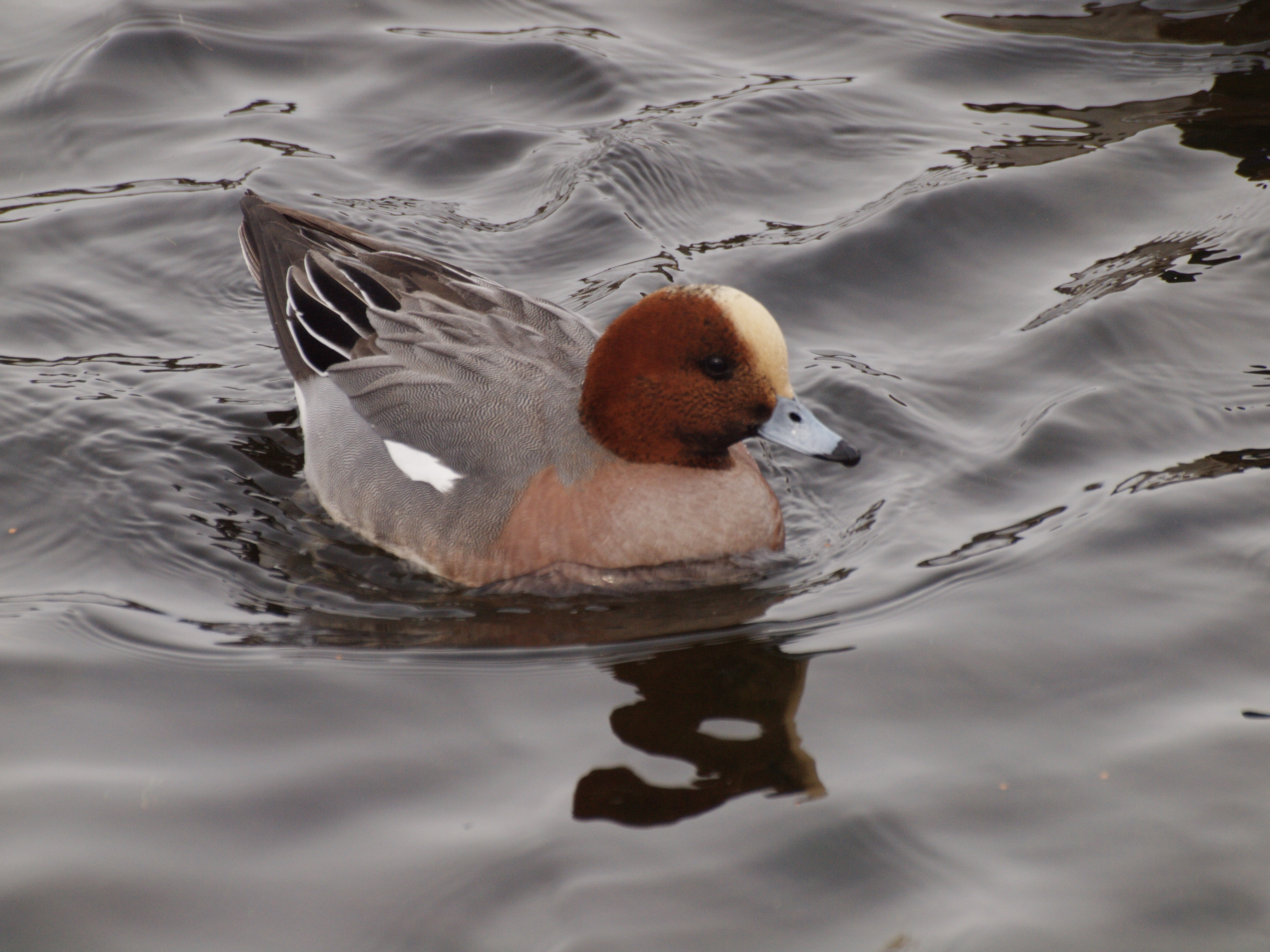
Canard siffleur
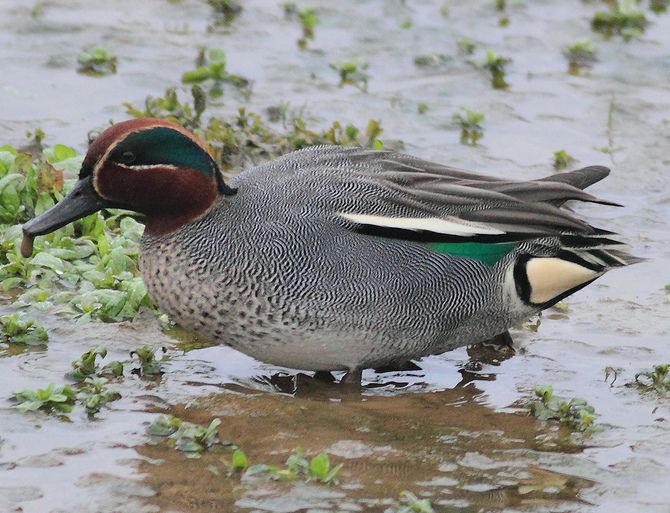
Sarcelle